# Groefhalsfluweelloper
De groefhalsfluweelloper (Chlaenius sulcicollis) is een keversoort uit de familie van de loopkevers (Carabidae). De wetenschappelijke naam van de soort werd in 1798 gepubliceerd door Gustaf von Paykull. De soort wordt ook wel in het geslacht Agostenus geplaatst.